# Victor Cadet
Victor Jules Antoine Cadet (17 de junio de 1878 - 22 de septiembre de 1911) fue un jugador de waterpolo en Francia y además fue nadador. Compitió en los Juegos Olímpicos de París 1900 en el waterpolo y dos pruebas de natación y ganó una medalla de plata en el equipo de natación de 200 metros.